# سفیدبرفی (فیلم ۱۹۸۷)
«سفیدبرفی» (انگلیسی: Snow White (1987 film)) فیلمی در ژانر فانتزی و موزیکال است که در سال ۱۹۸۷ منتشر شد. از بازیگران آن می‌توان به دایانا ریگ و بیلی بارتی اشاره کرد.